# 벤 데이비스 (1993년생 축구 선수)
벤저민 토머스 데이비스(영어: Benjamin Thomas Davies, 1993년 4월 24일 ~ )는 웨일스의 프로 축구 선수로, 프리미어리그의 토트넘 홋스퍼와 웨일스 국가대표팀에서 레프트백 및 센터백으로 활약하고 있다.
데이비스는 스완지 시티 유소년 아카데미 출신이며, 스완지는 웨일스 스완지에 기반을 둔 클럽으로 잉글랜드 축구 리그 시스템에서 활약하고 있다. 그는 가족이 덴마크에 거주하던 동안 덴마크 클럽 비보르 FF의 아카데미에도 합류하였다. 그는 2012–13년 시즌 프리미어리그 두 번째 경기인 웨스트햄 유나이티드와의 경기에서 스완지 시티 소속으로 프로 데뷔를 했으며, 2013년 1월, 스토크 시티와의 프리미어리그 경기에서 3–1 승리를 거두며 자신의 첫 프로 골을 기록하였다. 2013–14년 시즌에도 데이비스는 다시 한 번 스완지 시티의 주전 선수로 활약하였다.
2014년 7월, 데이비스는 이적료 비공개 조건으로 토트넘 홋스퍼에 영입되었고, 키프로스 팀 AEL 리마솔과의 UEFA 유로파리그 경기에서 토트넘 데뷔 전을 치렀다. 마우리시오 포체티노 감독 체제 아래에서 데이비스는 대니 로즈와 주전 레프트백 자리를 두고 경쟁했으나, 안토니오 콘테 감독은 그를 수비 백 쓰리의 왼쪽 센터백으로 다시 배치하였다.
데이비스는 유소년 시절 웨일스 U-19 국가대표팀에서 세 차례 출전하였다. 이 경기는 모두 2012년 UEFA U-19 유럽 선수권 예선 경기였다. 그는 2012년 2014년 FIFA 월드컵 유럽 예선에서 스코틀랜드와의 경기에서 웨일스 국가대표팀 데뷔 전을 치렀다. 이후 90경기 이상 웨일스 국가대표로 출전하였으며, UEFA 유로 2016에 출전해 팀의 준결승 진출에 기여하였고, UEFA 유로 2020에도 참가하였다. 또한 그는 웨일스가 1958년 이후 처음으로 본선에 진출한 2022년 FIFA 월드컵 예선에서도 중요한 역할을 했다.

## 구단 경력

### 스완지 시티

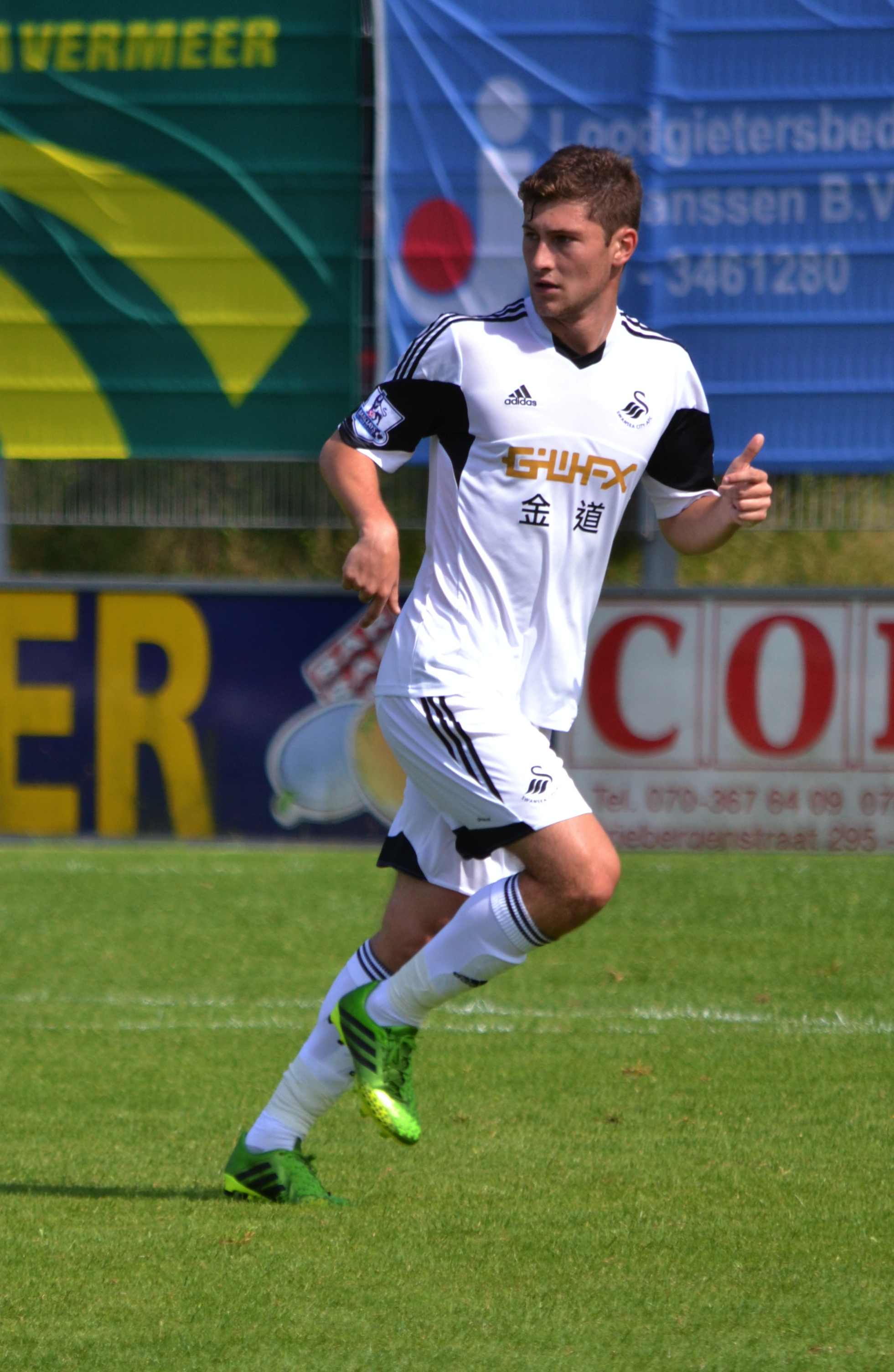
2013년, 데이비스가 스완지 시티 소속으로 활약하는 모습

유소년 팀에서 시간을 보낸 뒤, 데이비스는 스완지 시티와 2년 계약을 체결하였으며, 2012년 8월 25일, 웨스트햄 유나이티드와의 프리미어리그 경기에서 닐 테일러와 교체되어 후반 84분에 교체 출전하며 1군 데뷔전을 치렀다. 해당 경기는 스완지의 홈에서 열린 경기로, 3–0 승리를 거두었다.
이후 테일러의 장기 부상으로 인해 데이비스는 2012–13년 시즌부터 스완지의 주전으로 자리잡았다.
2012년 11월 23일, 데이비스는 스완지와 3년 6개월 재계약을 체결하였다.
2013년 1월 19일, 데이비스는 스토크 시티와의 경기에서 스완지 소속으로 첫 골을 기록하며 팀의 3–1 승리에 기여하였다. 당시 그의 나이는 19세 270일로, 프리미어리그에서 골을 넣은 스완지 선수 가운데 최연소 기록을 세웠다.
2013년 2월 24일, 데이비스는 웸블리 스타디움에서 열린 2013년 풋볼 리그 컵 결승전에 선발 출전하여 왼쪽 풀백으로 활약하였으며, 스완지는 브래드퍼드 시티를 5–0으로 꺾고 구단 역사상 첫 메이저 트로피를 들어올렸다.
2013년 9월에는 웨스트브로미치 앨비언과 아스널을 상대로 프리미어리그 개인 2호 및 3호 골을 각각 기록하였다.
2013년 12월 24일, 데이비스는 스완지와 1년 계약 연장에 합의하였다.

### 토트넘 홋스퍼

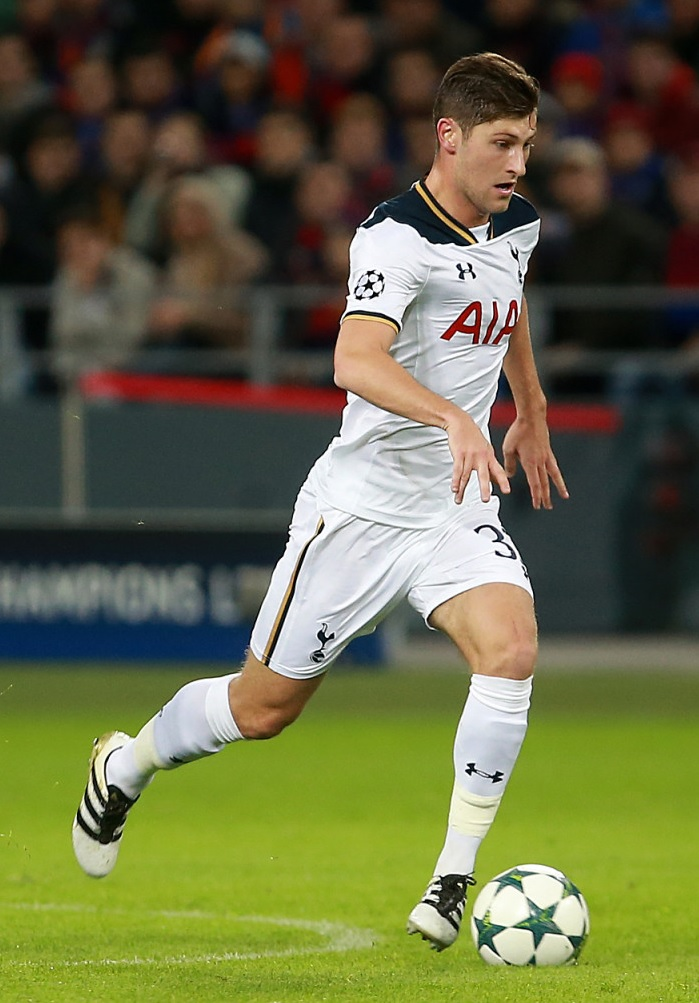
2016년, 데이비스가 토트넘 홋스퍼 소속으로 활약하는 모습

2014년 7월 23일, 데이비스는 토트넘 홋스퍼와 5년 계약을 맺고 이적하였다. 이적료는 공개되지 않았으며, 같은 날 팀 동료였던 미셸 보름도 함께 토트넘에 입단하였고, 이적의 일환으로 길피 시귀르드손이 스완지 시티로 이적하였다. 데이비스는 리버풀과의 프리미어리그 경기에서 교체 출전하며 토트넘 홋스퍼 소속으로 리그 데뷔 전을 치렀으며, 해당 경기는 0–3으로 패배하였다. 그는 2014년 11월 23일, 헐 시티와의 원정 경기에서 리그 첫 선발 출전을 하였고, 팀은 2–1로 승리하였다. 2015년 3월 1일, 웸블리 스타디움에서 열린 첼시와의 풋볼 리그 컵 결승전에서는 교체 출전 없이 벤치에서 대기하였으며, 토트넘은 0–2로 패하였다.
2017년 1월 8일, 데이비스는 애스턴 빌라와의 FA컵 경기에서 헤딩으로 토트넘 홋스퍼에서의 첫 골을 기록하였다. 그는 같은 해 3월 9일, 토트넘과 4년 재계약을 맺으며 계약 기간을 2021년까지 연장하였다.
2017년 5월 21일, 2016–17년 시즌 프리미어리그 최종전인 헐 시티와의 경기에서 데이비스는 토트넘에서의 두 번째 골이자 프리미어리그 첫 골을 기록하였다. 그는 박스 바깥에서 왼쪽 상단 구석으로 꽂히는 논스톱 슛으로 팀의 여섯 번째 골을 넣었고, 경기는 토트넘의 7–1 승리로 끝났다.
데이비스는 2017–18년 시즌 개막전에서 선발 출전하였으며, 뉴캐슬 유나이티드와의 원정 경기에서 한 골을 기록하며 팀의 2–0 승리에 기여하였다.
2019년 7월, 데이비스는 토트넘과 5년 재계약을 체결하였다.
데이비스는 2020–21년 시즌에 첫 골을 기록하였으며, 이는 약 3년 만에 넣은 골이었다. 해당 골은 스토크 시티와의 EFL컵 경기에서 나왔으며, 그는 팀의 3–1 승리에 기여하며 준결승 진출에 힘을 보탰다.
2021–22년 시즌 초반, 데이비스는 누누 이스피리투 산투 감독 체제에서 프리미어리그 한 경기에만 선발 출전하였다. 그러나 2021년 11월, 안토니오 콘테가 감독으로 부임한 이후에는 다시 주전으로 자리매김하였고, 백 쓰리 수비에서 왼쪽 센터백 역할을 맡아 활약하였다.
2022년 10월 29일, 데이비스는 본머스와의 프리미어리그 경기에서 2022–23년 시즌 첫 골을 기록하였다. 이 골은 팀의 3–2 역전승으로 이어진 동점골이었다.
2023년 12월 28일에는 브라이턴 & 호브 앨비언과의 원정 경기에서 페드로 포로의 코너킥을 헤딩으로 마무리하며 2023–24년 시즌 첫 골을 기록하였다. 해당 경기는 토트넘이 2–4로 패배하였다.
2025년 6월 8일, 토트넘은 데이비스의 계약을 1년 연장하는 옵션을 발동하였다고 발표하였다.

## 국가대표팀 경력
2012년 9월, 데이비스는 2014년 FIFA 월드컵 유럽 예선 경기를 위한 웨일스 국가대표팀 명단에 포함되었다. 그는 클럽 동료 닐 테일러가 선덜랜드와의 프리미어리그 경기에서 발목 골절 부상을 입으면서 대체 발탁되었다. 데이비스는 2012년 10월 12일, 스코틀랜드와의 경기에서 2–1 승리를 거두며 성인 국가대표팀 데뷔 전을 치렀다.
데이비스는 58년 만에 처음으로 UEFA 유로 2016 본선 진출에 성공한 웨일스 국가대표팀의 일원이었다. 대회 개막전에서 그는 마레크 함시크의 슈팅이 골키퍼 대니 워드를 지나 골라인을 넘을 뻔한 것을 막는 중요한 블록을 기록하며 팀의 2–1 승리에 기여하였다. 웨일스가 대회에서 돌풍을 일으켜 준결승까지 진출하는 동안 데이비스는 모든 경기에 선발 출전하였으며, 결국 우승팀인 포르투갈에 패했다. 2021년 5월에는 연기된 UEFA 유로 2020 대회를 위한 웨일스 국가대표팀에 다시 선발되었으며, 2022년 11월에는 카타르에서 열린 2022년 FIFA 월드컵 국가대표팀 명단에도 포함되었다.
2022년 가레스 베일이 은퇴하고 에런 램지가 주장으로 승격되면서, 데이비스는 국가대표팀 부주장으로 임명되었다. 그는 2020년 잉글랜드와의 친선 경기에서 처음으로 주장 완장을 착용한 바 있다.

## 기록

### 대회 기록
스완지 시티 AFC (2012~2014)
- EFL컵 : 2012-13[36]

토트넘 홋스퍼 FC (2014~ )
- UEFA 유로파리그 : 2024–25[37]
- EFL컵 준우승 : 2014-15, 2020-21
- UEFA 챔피언스리그 준우승 : 2018-19

웨일스 축구 국가대표팀 (2012~ )
- 차이나컵 준우승 : 2018